# Gran Premi de Portugal del 1985
Resultats del Gran Premi de Portugal de Fórmula 1 de la temporada 1985, disputat al circuit d'Estoril el 21 d'abril del 1985.

## Resultats
| Pos | No | Pilot              | Equip               | Voltes | Temps/ Retirada  | Pos. de sortida | Punts |
| --- | -- | ------------------ | ------------------- | ------ | ---------------- | --------------- | ----- |
| 1   | 12 | Ayrton Senna       | Lotus - Renault     | 67     | 2h 00' 28. 0     | 1               | 9     |
| 2   | 27 | Michele Alboreto   | Ferrari             | 67     | + 1' 02.978 min. | 5               | 6     |
| 3   | 15 | Patrick Tambay     | Renault             | 66     | + 1 Volta        | 12              | 4     |
| 4   | 11 | Elio de Angelis    | Lotus - Renault     | 66     | + 1 Volta        | 4               | 3     |
| 5   | 5  | Nigel Mansell      | Williams - Honda    | 65     | + 2 Voltes       | 9               | 2     |
| 6   | 4  | Stefan Bellof      | Tyrrell - Ford      | 65     | + 2 Voltes       | 21              | 1     |
| 7   | 16 | Derek Warwick      | Renault             | 65     | + 2 Voltes       | 6               |       |
| 8   | 28 | Stefan Johansson   | Ferrari             | 62     | + 5 Voltes       | 11              |       |
| 9   | 24 | Piercarlo Ghinzani | Osella - Alfa Romeo | 61     | + 6 Voltes       | 26              |       |
| NC  | 9  | Manfred Winkelhock | RAM - Hart          | 50     | No classificat   | 15              |       |
| Ret | 1  | Niki Lauda         | McLaren - TAG       | 49     | Motor            | 7               |       |
| Ret | 23 | Eddie Cheever      | Alfa Romeo          | 36     | Motor            | 14              |       |
| Ret | 2  | Alain Prost        | McLaren - TAG       | 30     | Accident         | 2               |       |
| Ret | 25 | Andrea de Cesaris  | Ligier - Renault    | 29     | Neumàtics        | 8               |       |
| Ret | 7  | Nelson Piquet      | Brabham - BMW       | 28     | Neumàtics        | 16              |       |
| Ret | 18 | Thierry Boutsen    | Arrows - BMW        | 28     | Part elèctrica   | 10              |       |
| Ret | 3  | Martin Brundle     | Tyrrell - Ford      | 20     | Transmissió      | 22              |       |
| Ret | 21 | Mauro Baldi        | Spirit - Hart       | 19     | Accident         | 29              |       |
| Ret | 6  | Keke Rosberg       | Williams - Honda    | 16     | Accident         | 3               |       |
| Ret | 26 | Jacques Laffite    | Ligier - Renault    | 15     | Neumàtics        | 18              |       |
| Ret | 17 | Gerhard Berger     | Arrows - BMW        | 12     | Accident         | 17              |       |
| Ret | 29 | Pierluigi Martini  | Minardi - Ford      | 12     | Accident         | 25              |       |
| Ret | 22 | Riccardo Patrese   | Alfa Romeo          | 4      | Accident         | 13              |       |
| Ret | 10 | Philippe Alliot    | RAM - Hart          | 3      | Accident         | 20              |       |
| Ret | 8  | Francois Hesnault  | Brabham - BMW       | 3      | Part elèctrica   | 19              |       |
| Ret | 30 | Jonathan Palmer    | Zakspeed            | 2      | Suspensions      | 23              |       |

## Altres
- Pole: Ayrton Senna 1' 21. 007

- Volta ràpida: Ayrton Senna 1' 44. 121 (a la volta 15)